# Palazzo Legislativo dell'Uruguay
Il Palazzo Legislativo dell'Uruguay (Palacio Legislativo del Uruguay in spagnolo) ospita l'Assemblea generale uruguaiana ed è la sede del parlamento del potere legislativo della nazione sudamericana. Sorge a Montevideo, capitale del paese, nel quartiere di Aguada, a nord-est rispetto al centro storico cittadino.

## Storia
La costruzione della nuova sede del potere legislativo uruguaiano fu approvata nel 1904 durante il governo di José Batlle y Ordóñez. Fino ad all'allora il parlamento era solito riunirsi presso il Cabildo di Montevideo.
Fu progettato dagli architetti italiani Vittorio Meano e Gaetano Moretti in forme neoclassiche: si possono infatti notare il timpano e le 6 colonne ioniche. Oltre a questi dettagli ha anche molte colonne di spessore più ridotto mentre esternamente, alle due estremità della facciata principale, si trovano due piccoli timpani che sormontano 4 colonne, sempre ioniche. Il tutto è sopraelevato grazie alla scalinata che lo eleva dalla piazza. Per la costruzione furono impiegati dei marmi provenienti dai dipartimenti di Maldonado e Lavalleja e graniti di Canelones. Le sculture ed i rilievi furono invece realizzate dall'artista uruguaiano José Belloni.
L'edificio fu inaugurato dal presidente uruguaiano José Serrato il 25 agosto 1925, in occasione del centenario dell'indipendenza del Paese sudamericano. Nel 1975 è stato dichiarato Monumento storico Nazionale dal governo di Juan María Bordaberry.